# William Tidball
William Tidball (* 4. April 2000 in Exmouth) ist ein britischer Radsportler, der auf Straße und Bahn aktiv ist.

## Sportlicher Werdegang
2018 wurde William Tidball gemeinsam mit Ethan Vernon britischer Junioren-Meister im Zweier-Mannschaftsfahren. 2021 belegte der britische Vierer bei den U23-Europameisterschaften mit Alfred George, Max Rushby und Rhys Britton in der Mannschaftsverfolgung Platz zwei, bei den Bahneuropameisterschaften der Elite im schweizerischen Grenchen mit Tidball, Britton, Charlie Tanfield und Oliver Wood Rang zwei. Gemeinsam mit Britton wurde er U23-Europameister im Zweier-Mannschaftsfahren.
2022 wurde Tidball britischer Meister im Scratch. Im Jahr darauf errang er bei den Bahnweltmeisterschaften in Glasgow in Titel des Weltmeisters in dieser Disziplin.

## Erfolge

### Bahn
2018
- Britischer Junioren-Meister – Zweier-Mannschaftsfahren (mit Ethan Vernon)

2021
- Europameisterschaft – Mannschaftsverfolgung (mit Rhys Britton, Charlie Tanfield und Oliver Wood)
- U23-Europameister – Zweier-Mannschaftsfahren (mit Rhys Britton)
- U23-Europameisterschaft – Mannschaftsverfolgung (mit Alfred George, Max Rushby und Rhys Britton)
- U23-Europameisterschaft – Ausscheidungsfahren

2022
- Britischer Meister – Scratch
- U23-Europameister – Scratch
- U23-Europameisterschaften – Zweier-Mannschaftsfahren (mit Samuel Watson)
- Europameisterschaft – Mannschaftsverfolgung (mit Rhys Britton, Charlie Tanfield, Kian Emadi und Oliver Wood)

2023
- Weltmeister – Scratch
- Britischer Meister – Einerverfolgung, Mannschaftsverfolgung (mit Josh Charlton, William Roberts und Charlie Tanfield)
- Nations Cup in Kairo – Ausscheidungsfahren
- Track Champions League – ein Einzelsieg

2024
- Europameisterschaft – Ausscheidungsfahren
- Nations Cup in Adelaide – Mannschaftsverfolgung (mit Joshua Tarling, Rhys Britton, Charlie Tanfield und Josh Charlton)

2025
- Europameisterschaft – Mannschaftsverfolgung (mit Rhys Britton, Josh Charlton, Michael Gill und Noah Hobbs)
- Europameisterschaft – Scratch